# Illigera trifoliata
Illigera trifoliata är en tvåhjärtbladig växtart. Illigera trifoliata ingår i släktet Illigera och familjen Hernandiaceae.

## Underarter
Arten delas in i följande underarter:
- I. t. cucullata
- I. t. trifoliata